# Abendhimmel
Unter Abendhimmel verstehen Astronomen, Natur- und Sternfreunde den Anblick des Sternhimmels der jeweiligen Jahreszeit zwischen der Abenddämmerung und einigen Stunden nach Sonnenuntergang.
Im Gegensatz zum Morgenhimmel bietet der Abendhimmel zwar einige Phänomene weniger (u. a. bei den Sternschnuppen), ist aber für die meisten Menschen der Beobachtung bequemer zugänglich und bietet angenehmere Temperaturen als nach Mitternacht.

## Orts- und zeitabhängig
Da sich die Erde jede Stunde um knapp 15° nach Osten dreht, ist der Begriff Abendhimmel nicht scharf definierbar. Die jeweils sichtbare Himmelshälfte hängt wesentlich von der geografischen Breite ab und verschiebt sich überdies jeden Tag um etwa 1 Grad. Denn die Erde rotiert nicht in 24 Stunden, sondern 4 Minuten rascher. Unsere Uhrzeit aber richtet sich nach der Sonne, die ihrerseits alljährlich – als Spiegelbild des Erdenjahres – durch die 12 Sternbilder des Tierkreises wandert (siehe Ekliptik).
Dennoch ist der Begriff  im astronomischen Sprachgebrauch fest verankert, nur ist er eben datums- und ortsabhängig. Als Beispiel seien zwei Himmelsausschnitte nebeneinander gestellt, die den Abendhimmel im Winter und den im Frühling zeigen, jeweils für Frankfurt am Main und 22 Uhr MEZ am Neujahrstag und am 1. April. 

Die zwei Bilder gelten ebenso einen Monat später, wenn man als Vergleichszeit 20 Uhr für 1. Februar und 1. Mai wählt (was im Mai allerdings 21 Uhr MESZ entspricht).

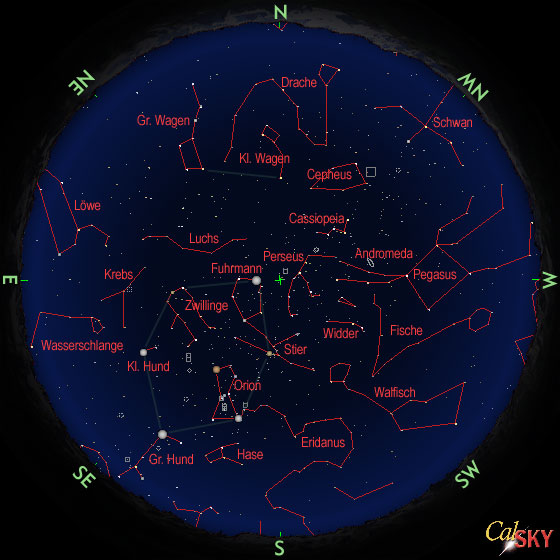
Abendlicher Winterhimmel über Frankfurt: Anfang Januar um 22 Uhr MEZ, Ende Januar bereits um 20 Uhr MEZ

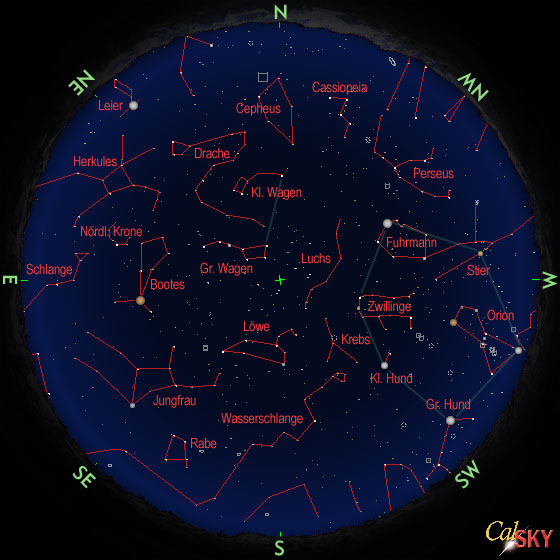
Abendlicher Frühlingshimmel über Frankfurt: Anfang April 23 Uhr MESZ (22 Uhr MEZ), bzw. Ende April bereits um 21 Uhr MESZ (20 Uhr MEZ)

Im Vergleich der zwei Himmelsausschnitte sind nur die nördlichen Sternbilder – die „Zirkumpolarsterne“ im Umkreis des Himmelsnordpols bzw. Polarsterns – dieselben, allerdings um 90° (6 Stunden oder ein Vierteljahr der Erdbahn) verdreht. Das heißt, die rechte Abbildung zeigt nicht nur den Abendhimmel im Frühjahr, sondern ist schon im Winter einige Stunden nach Mitternacht zu sehen.
An Winterabenden kommt im Osten und Südosten langsam das große Wintersechseck hoch – bestehend aus den 6 hellsten Sternen der Konstellationen Fuhrmann, Stier, Orion, Großer bzw. Kleiner Hund und Zwillinge. Bis zum Frühling hat sich dieses markante Sechseck auf den Westhimmel verlagert und wird einige Stunden später untergehen (bis auf den Stern Capella im Fuhrmann, der zirkumpolar ist).
Gut erkennbar ist die jahreszeitliche Veränderung des Sternhimmels auch am bekannten Sternbild des Großen Wagens: An Winterabenden müssen wir ihn rechts vom Polarstern (im Nordosten) suchen, während links (im Nordwesten) sein Pendant, das große W der Kassiopeia steht. Im Laufe der Nacht steigt der Große Wagen höher, bis er nach Mitternacht über unseren Köpfen steht. In ebenso steiler Lage erscheint er uns an schönen Abenden im Frühjahr – und weil diese Position für weniger erfahrene Himmelsbetrachter ungewohnt ist, finden manche das Sternbild nicht oder erst nach längerer Suche.

## Himmel der Jahreszeiten
- Frühlingshimmel
- Sommerhimmel
- Herbsthimmel
- Winterhimmel